# Unidos por Baja California
Unidos por Baja California fue una coalición de partidos políticos que aprobó el Instituto Electoral y de Participación Ciudadana del Estado de Baja California, para su participación en el proceso electoral local de 2013. Esta coalición, se integraba de los siguientes partidos políticos:
- Partido Acción Nacional
- Partido de la Revolución Democrática
- Nueva Alianza
- Partido Estatal de Baja California

Obtuvo la gubernatura del Estado de Baja California, la mayoría del Congreso del Estado y dos presidencias municipales de Mexicali y Playas de Rosarito.

## Reparto de candidaturas
| Partido Político                     | Candidaturas que son de ese partido                                                                                  |
| ------------------------------------ | --- |
| Partido Acción Nacional              | - Gobernador - Alcaldías de Mexicali, Tecate y Tijuana - Diputados de los Distritos II, III, IV, IX, X, XI, XIX y XV |
| Partido de la Revolución Democrática | - Alcaldía de Ensenada - Diputados de los Distritos VI, VII, VIII y XII                                              |
| Partido Nueva Alianza                | - Alcaldía de Playas de Rosarito - Diputados de los Distritos V, XIII y XVI                                          |
| Partido Estatal de Baja California   | - Diputados de los Distritos I y XVII                                                                                |

Además, el PAN le entregó al PRD, al PANAL y al PEBC regidores en cada ayuntamiento.

## Resultados

### Gubernatura
| Año              | Candidato                        | Votos   | Porcentaje    |
| ---------------- | -------------------------------- | ------- | ------------- |
| 2013             | Francisco Vega de Lamadrid Hecho | 442,868 | \| \| 47 % \| |
| Fuente: IEPC BC. |                                  |         |               |
|                  | 47 %                             |         |               |

### Alcaldías
| Ayuntamiento       | Partido | Nombre                  |
| ------------------ | ------- | ----------------------- |
| Mexicali           |         | Jaime Rafael Díaz Ochoa |
| Playas de Rosarito |         | Silvano Abarca          |
| Fuente: IEPC BC.   |         |                         |

### Congreso local
| Partido o Coalición                        | Elección Popular | Representación Proporcional | Total |  |
| ------------------------------------------ | ---------------- | --------------------------- | ----- |  |
| Partido Acción Nacional                    | 5                | 2                           | 7     |  |
| Partido de la Revolución Democrática       | 1                | 0                           | 1     |  |
| Partido Nueva Alianza                      | 2                | 0                           | 2     |  |
| Partido Estatal de Baja California         | 2                | 0                           | 2     |  |
| Total Coalición Unidos por Baja California | 10               | 2                           | 12    |  |
| Fuente: IEPC BC.                           |                  |                             |       |  |